# ریوبرگوس
ریوبرگوس (به اسپانیایی: Castellfollit de Riubregós) یک منطقهٔ مسکونی در اسپانیا است که در آنیویا واقع شده‌است. ریوبرگوس ۲۶٫۲ کیلومتر مربع مساحت دارد.